# Tony Brooks
Charles Anthony Standish „Tony“ Brooks (* 25. Februar 1932 in Dukinfield, Cheshire; † 3. Mai 2022) war ein britischer Automobilrennfahrer. Er nahm an insgesamt 39 Grand-Prix-Rennen der Formel 1 teil und erreichte dabei sechs Siege und zehn Podiumsplätze. In der Automobil-Weltmeisterschaft 1958 wurde er mit Vanwall Dritter, in der Weltmeisterschaft 1959 mit Ferrari Zweiter. Seit dem Tod von Stirling Moss im April 2020 war Brooks bis zu seinem Tod der älteste noch lebende Grand-Prix-Sieger.

## Karriere

### Anfänge
Brooks war der Sohn des Zahnarztes Charles Standish Brooks und besuchte das Mount St Mary’s College, eine von Jesuiten geleitete Internatsschule in Derbyshire. Anschließend nahm er ein Studium der Zahnmedizin an der Universität Manchester auf.
Seinen ersten Rennwagen erwarb er, als seine Mutter ein neues Auto brauchte und er ihr anbot, bei der Auswahl behilflich zu sein und 1000 Pfund aus dem Verkauf seines Motorrads beizusteuern. Brooks kaufte einen Healey Silverstone, einen Sportwagen mit 104 PS, mit dem er in den Motorsport einstieg.

### Sportwagenrennen
Ab 1952 beteiligte sich Brooks mit dem Healey und später einem Frazer Nash an zahlreichen Club-Sportwagenrennen auf den britischen Inseln und erwarb sich einen Ruf als schneller und zuverlässiger Fahrer. 1955 überließ ihm sein ehemaliger Teamkollege John Riseley-Prichard, der seinen vermögenden Eltern zuliebe mit dem Rennsport aufhörte, seinen Formel-2-Connaught Type A für das Crystal-Palace-Rennen bei London. Nur drei Formel-1-Monopostos, die von Mike Hawthorn, Harry Schell und Roy Salvadori gefahren wurden, konnten den viertplatzierten Brooks im unterlegenen Material schlagen.

### Der erste Formel-1-Sieg
Danach wurde Brooks von Aston Martin als Werksfahrer für Sportwagenrennen engagiert. Außerdem erhielt er ein Angebot des Herstellers Connaught, im Gran Premio di Siracusa 1955 auf Sizilien einen Formel-1-Wagen zu fahren. Das Connaught-Team war zu diesem Zeitpunkt nach zwei schwachen Rennsaisons in finanziellen Schwierigkeiten und konnte sich keinen etablierten Fahrer leisten. Brooks schilderte im Rückblick den Anruf: „Sie sagten, sie seien im Grand Prix von Syrakus und ob ich eins ihrer Autos fahren wollte. Um ehrlich zu sein: Sie konnten keinen anderen finden und pfiffen auf dem letzten Loch. Ich hatte überhaupt noch nie in einem Formel-1-Wagen gesessen, aber ich sagte Ja, ohne groß zu überlegen, und legte auf.“
Der Grand Prix von Syrakus war ein renommiertes Rennen, auch wenn er kein Weltmeisterschaftslauf war. Ferrari verzichtete 1955 auf eine Werksteilnahme, so dass drei werkseitig unterstützte Maserati 250F, die von Luigi Musso, Schell und Luigi Villoresi gesteuert wurden, die Favoriten waren. Der überalterte Alta-Motor des Connaught war von den Ingenieuren bis an seine Leistungsgrenze entwickelt worden, wodurch die Zuverlässigkeit gelitten hatte. Aus Angst, sowohl das Startgeld als auch einen Motor zu verlieren, verweigerte man Brooks ausgiebige Testfahrten. Mehr als 12 oder 15 Runden soll er nicht zur Eingewöhnung gehabt haben. Zur Überraschung aller Experten gewann Brooks das Rennen, nachdem er den Italiener Musso nach der elften Runde überholt hatte. Es war der erste Sieg eines britischen Fahrzeugs in einem internationalen Grand Prix seit 1924.

### B.R.M.
Nach der Rückkehr nach England bestand Brooks sein zahnmedizinisches Examen. Obwohl er den Beruf nie ausübte, blieb ihm der Spitzname „The Racing Dentist“ (der rasende Zahnarzt). Für die Formel-1-Saison 1956 wurde er von B.R.M. unter Vertrag genommen und bestritt in Silverstone seinen ersten Weltmeisterschaftslauf. Dabei blockierte ein Gang, so dass der Wagen mit hoher Geschwindigkeit in die Begrenzung raste. Brooks wurde hinausgeschleudert und erlitt eine komplizierte Oberkieferfraktur.

### Vanwall
Zum Ende der Saison wechselte Brooks zu Vanwall, während er zugleich für Aston Martin weiterhin erfolgreich Sportwagenrennen bestritt. In der Formel-1-Saison 1957 kam er in Monaco auf den zweiten Rang, und beim britischen Grand Prix in Aintree teilte er sich den Sieg mit Stirling Moss, da er seinen Wagen an Moss weitergegeben hatte, um ihm nach dessen Ausfall das Erreichen von wichtigen Punkten zu ermöglichen. Bei einem Unfall beim 24-Stunden-Rennen von Le Mans erlitt Brooks schwerste Hautabschürfungen, die ihn ständig behinderten. Für Aston Martin gewann er trotz dieses Handikaps die Sportwagenrennen auf dem Nürburgring und in Spa-Francorchamps.
In der Formel-1-Saison 1958 waren die Rennwagen von Vanwall den Ferraris überlegen, und so galten Moss oder Brooks als Weltmeisterschaftsaspiranten. Brooks gewann zwar die Großen Preise von Belgien, Deutschland und Italien, aber im Verlauf der Saison kam es bei den Vanwalls immer wieder zu technischen Ausfällen, so dass schließlich Mike Hawthorn mit einem einzigen Sieg für Ferrari Weltmeister wurde. Vanwall gewann zwar die in diesem Jahr zum ersten Mal ausgetragene Teamkonkurrenz, der gesundheitlich angeschlagene Besitzer Tony Vanderwell zog sich aber zum Ende der Saison aus dem Motorsport zurück.

### Vize-Weltmeister auf Ferrari
So wechselte Brooks für die Formel-1-Saison 1959 zu Ferrari. Wieder gehörte er mit Jack Brabham und Stirling Moss zu den Titelanwärtern und gewann sowohl den Grand Prix von Frankreich in Reims als auch den Großen Preis von Deutschland, der in diesem Jahr das einzige Mal auf der AVUS in Berlin ausgetragen wurde. Beim britischen Grand Prix musste er wegen eines Streiks bei Ferrari auf einem Vanwall antreten, der ausfiel, und beim erstmals ausgetragenen Großen Preis der USA in Sebring verlor er nach einer Kollision mit seinem Teamkollegen Graf Berghe von Trips durch einen zusätzlichen Boxenstopp Zeit und wurde Dritter. Brooks beendete die Weltmeisterschaftssaison als Zweiter hinter Brabham und vor Moss. Insgesamt hatten sich die wendigen Heckmotor-Cooper den frontgetriebenen Fahrzeugen überlegen gezeigt. Zur Überraschung der Italiener verließ Brooks zum Saisonende das Ferrari-Team.

### Ausklang der Karriere
1960 unterschrieb Brooks beim Yeoman-Credit-Cooper-Team. Dreimal kam er in die Punkteränge, konzentrierte sich inzwischen aber mehr auf seine Kfz-Werkstatt und Fiat-Vertretung, die er in der Zwischenzeit in Weybridge bei Brooklands aufgebaut hatte.
Dennoch kehrte er 1961 noch einmal zu B.R.M. zurück: Nach unzufriedenstellenden Rennergebnissen verkündete er schließlich zum Jahresende seinen Rücktritt vom Motorsport, um sich mehr seiner Familie und seinem Geschäft widmen zu können. Nach seinen eigenen Worten hätte er besser bereits 1959 mit den Autorennen aufgehört, da er bereits zu viele Freunde und Bekannte dabei verloren hatte.
Von Fachleuten wurde Brooks wegen seiner guten Grundschnelligkeit und seiner sauberen Fahrlinie geschätzt. Der stets freundliche Brooks, der sich nach einer erfolgreichen beruflichen Karriere dem Restaurieren alter Automobile widmete, war auch später noch ein häufiger Gast bei historischen Motorsportveranstaltungen wie dem Festival of Speed.
Tony Brooks starb im Mai 2022 im Alter von 90 Jahren.

## Statistik

### Statistik in der Automobil-Weltmeisterschaft

#### Grand-Prix-Siege
| - 1957 Großer Preis von Großbritannien (Aintree) - 1958 Großer Preis von Belgien (Spa-Francorchamps) - 1958 Großer Preis von Deutschland (Nürburg) | - 1958 Großer Preis von Italien (Monza) - 1959 Großer Preis von Frankreich (Reims) - 1959 Großer Preis von Deutschland (Berlin) |

#### Gesamtübersicht
| Saison | Team                      | Chassis            | Motor          | Rennen | Siege | Zweiter | Dritter | Poles | schn. Rennrunden | Punkte | WM-Pos. |
| ------ | ------------------------- | ------------------ | -------------- | ------ | ----- | ------- | ------- | ----- | ---------------- | ------ | ------- |
| 1956   | Owen Racing Organisation  | BRM P25            | BRM 2.5 L4     | 1      | –     | –       | –       | –     | –                | –      | NC      |
| 1957   | Vandervell Products Ltd.  | Vanwall VW5        | Vanwall 2.5 L4 | 5      | 1     | 1       | –       | –     | 1                | 11     | 5.      |
| 1958   | Vandervell Products Ltd.  | Vanwall VW5        | Vanwall 2.5 L4 | 9      | 3     | –       | –       | 1     | –                | 24     | 3.      |
| 1959   | Scuderia Ferrari          | Ferrari Dino 246F1 | Ferrari 2.4 V6 | 7      | 2     | 1       | 1       | 2     | 1                | 27     | 2.      |
| 1959   | Vandervell Products Ltd.  | Vanwall VW59       | Vanwall 2.5 L4 | 1      | –     | –       | –       | –     | –                | 27     | 2.      |
| 1960   | Yeoman Credit Racing Team | Cooper T51         | Climax 2.5 L4  | 6      | –     | –       | –       | –     | –                | 7      | 11.     |
| 1960   | Vandervell Products Ltd.  | Vanwall VW11       | Vanwall 2.5 L4 | 1      | –     | –       | –       | –     | –                | 7      | 11.     |
| 1961   | Owen Racing Organisation  | BRM P47/58         | Climax 1.5 L4  | 8      | –     | –       | 1       | –     | 1                | 6      | 10.     |
| Gesamt | Gesamt                    | Gesamt             | Gesamt         | 38     | 6     | 2       | 2       | 3     | 3                | 75     |         |

#### Einzelergebnisse
| Saison | 1   | 2   | 3   | 4   | 5   | 6   | 7   | 8   | 9   | 10  | 11 |
| ------ | --- | --- | --- | --- | --- | --- | --- | --- | --- | --- | -- |
| 1956   |     |     |     |     |     |     |     |     |     |     |    |
|        | DNS |     |     |     | DNF |     |     |     |     |     |    |
| 1957   |     |     |     |     |     |     |     |     |     |     |    |
|        | 2   |     |     | 1   | 9   | DNF | 7   |     |     |     |    |
| 1958   |     |     |     |     |     |     |     |     |     |     |    |
|        | DNF | DNF |     | 1   | DNF | 7   | 1   | DNF | 1   | DNF |    |
| 1959   |     |     |     |     |     |     |     |     |     |     |    |
| 2      |     | DNF | 1   | DNF | 1   | 9   | DNF | 3   |     |     |    |
| 1960   |     |     |     |     |     |     |     |     |     |     |    |
|        | 4   |     | DNF | DNF | DNF | 5   | 5   |     | DNF |     |    |
| 1961   |     |     |     |     |     |     |     |     |     |     |    |
| 13     | 9   | 13  | DNF | 9   | DNF | 5   | 3   |     |     |     |    |

| Legende  | Legende            | Legende                                                          |
| Farbe    | Abkürzung          | Bedeutung                                                        |
| -------- | ------------------ | ---------------------------------------------------------------- |
| Gold     | –                  | Sieg                                                             |
| Silber   | –                  | 2. Platz                                                         |
| Bronze   | –                  | 3. Platz                                                         |
| Grün     | –                  | Platzierung in den Punkten                                       |
| Blau     | –                  | Klassifiziert außerhalb der Punkteränge                          |
| Violett  | DNF                | Rennen nicht beendet (did not finish)                            |
| Violett  | NC                 | nicht klassifiziert (not classified)                             |
| Rot      | DNQ                | nicht qualifiziert (did not qualify)                             |
| Rot      | DNPQ               | in Vorqualifikation gescheitert (did not pre-qualify)            |
| Schwarz  | DSQ                | disqualifiziert (disqualified)                                   |
| Weiß     | DNS                | nicht am Start (did not start)                                   |
| Weiß     | WD                 | zurückgezogen (withdrawn)                                        |
| Hellblau | PO                 | nur am Training teilgenommen (practiced only)                    |
| Hellblau | TD                 | Freitags-Testfahrer (test driver)                                |
| ohne     | DNP                | nicht am Training teilgenommen (did not practice)                |
| ohne     | INJ                | verletzt oder krank (injured)                                    |
| ohne     | EX                 | ausgeschlossen (excluded)                                        |
| ohne     | DNA                | nicht erschienen (did not arrive)                                |
| ohne     | C                  | Rennen abgesagt (cancelled)                                      |
| ohne     | keine WM-Teilnahme |                                                                  |
| sonstige | P/fett             | Pole-Position                                                    |
| sonstige | 1/2/3/4/5/6/7/8    | Punktplatzierung im Sprint-/Qualifikationsrennen                 |
| sonstige | SR/kursiv          | Schnellste Rennrunde                                             |
| sonstige | *                  | nicht im Ziel, aufgrund der zurückgelegten Distanz aber gewertet |
| sonstige | ()                 | Streichresultate                                                 |
| sonstige | unterstrichen      | Führender in der Gesamtwertung                                   |

### Le-Mans-Ergebnisse
| Jahr | Team                          | Fahrzeug              | Teamkollege           | Platzierung | Ausfallgrund    |
| ---- | ----------------------------- | --------------------- | --------------------- | ----------- | --------------- |
| 1955 | Aston Martin Ltd.             | Aston Martin DB3      | John Riseley-Prichard | Ausfall     | Batterie        |
| 1956 | Aston Martin Ltd.             | Aston Martin DBR1     | Reginald Parnell      | Ausfall     | Getriebeschaden |
| 1957 | Aston Martin Ltd.             | Aston Martin DB3S     | Noël Cunningham-Reid  | Ausfall     | Unfall          |
| 1958 | David Brown Racing Department | Aston Martin DBR1/300 | Maurice Trintignant   | Ausfall     | Getriebeschaden |

### Sebring-Ergebnisse
| Jahr | Team                    | Fahrzeug              | Teamkollege      | Platzierung | Ausfallgrund |
| ---- | ----------------------- | --------------------- | ---------------- | ----------- | ------------ |
| 1956 | David Brown & Sons Ltd. | Aston Martin DB3S     | Reginald Parnell | Ausfall     | Motorschaden |
| 1958 | David Brown             | Aston Martin DBR1/300 | Stirling Moss    | Ausfall     | Differential |

### Einzelergebnisse in der Sportwagen-Weltmeisterschaft
| Saison | Team                  | Rennwagen                                        | 1   | 2   | 3   | 4   | 5   | 6   | 7   |
| ------ | --------------------- | ------------------------------------------------ | --- | --- | --- | --- | --- | --- | --- |
| 1954   | Henry Ohara Moore     | Frazer Nash Sebring                              | BUA | SEB | MIM | LEM | RTT | CAP |     |
| 1954   | Henry Ohara Moore     | Frazer Nash Sebring                              |     | DNF |     |     |     |     |     |
| 1955   | Aston Martin          | Aston Martin DB3                                 | BUA | SEB | MIM | LEM | RTT | TAR |     |
| 1955   | Aston Martin          | Aston Martin DB3                                 |     |     |     | DNF | DNF |     |     |
| 1956   | Aston Martin          | Aston Martin DB3                                 | BUA | SEB | MIM | NÜR | KRI |     |     |
| 1956   | Aston Martin          | Aston Martin DB3                                 |     | DNF |     | 5   |     |     |     |
| 1957   | Aston Martin Maserati | Aston Martin DBR1 Aston Martin DB3 Maserati 450S | BUA | SEB | MIM | NÜR | LEM | KRI | CAR |
| 1957   | Aston Martin Maserati | Aston Martin DBR1 Aston Martin DB3 Maserati 450S |     |     |     | 1   | DNF |     | DNF |
| 1958   | Aston Martin          | Aston Martin DBR1                                | BUA | SEB | TAR | NÜR | LEM | RTT |     |
| 1958   | Aston Martin          | Aston Martin DBR1                                |     | DNF | DNF | DNF | DNF | 1   |     |
| 1959   | Scuderia Ferrari      | Ferrari 250TR                                    | SEB | TAR | NÜR | LEM | RTT |     |     |
| 1959   | Scuderia Ferrari      | Ferrari 250TR                                    |     | DNF | 3   |     | 3   |     |     |